# 長尾燭焰鯰
長尾燭焰鯰，為輻鰭魚綱鯰形目燭焰鯰科的其中一種，為熱帶淡水魚類，分布於亞洲印度及緬甸淡水流域，體長可達11公分，棲息在礫石底質、水質清澈的溪流底層水域，生活習性不明。

## 扩展阅读
維基物種上的相關：長尾燭焰鯰